# Le Procès de Henry Kissinger
Pour plus de détails, voir Fiche technique et Distribution.
Le Procès de Henry Kissinger (titre original : The Trials of Henry Kissinger) est un film documentaire américain réalisé par Eugene Jarecki, sorti en 2002. 
inspiré du livre Les Crimes de monsieur Kissinger de Christopher Hitchens, publié en 2001, le film examine les accusations de crimes de guerre à l’encontre de Henry Kissinger qui travailla pour les présidents américains Nixon et Ford durant la guerre du Viêt Nam.

## Fiche technique
- Titre : Le Procès de Henry Kissinger
- Titre original : The Trials of Henry Kissinger
- Réalisation :	Eugene Jarecki
- Pays d'origine :  États-Unis
- Genre : film documentaire
- Durée :
- Dates de sortie :

## Crédit d'auteurs
- (en) Cet article est partiellement ou en totalité issu de l’article de Wikipédia en anglais intitulé « The Trials of Henry Kissinger » (voir la liste des auteurs).